# Plusiogramma argentata
Plusiogramma argentata är en fjärilsart som beskrevs av Charles Oberthür 1914. Plusiogramma argentata ingår i släktet Plusiogramma och familjen tandspinnare. Inga underarter finns listade i Catalogue of Life.